# Baby Sittin’ Boogie
Baby Sittin’ Boogie ist ein Popsong, der vom US-Amerikaner Johnny Parker geschrieben wurde. In den USA kam die von Buzz Clifford gesungene Version auf Platz sechs der Charts. Eine deutschsprachige Version Babysitter-Boogie mit Ralf Bendix wurde zu einem Nummer-eins-Erfolg. 

## Buzz Clifford
Der 1922 geborene US-amerikanische Songwriter Johnny Parker war seit den frühen 1950er Jahren als erfolgreicher Komponist bekannt. Mit dem von Ames Brothers gesungenen Titel I Wanna Love You hatte er 1952 seinen ersten größeren Erfolg. In seinem Lied Baby Sittin’ Boogie staunt ein sittendes Paar über das Baby, das, vom Boogie begeistert, die tanzenden Babysitter mit seinem Babygesang begleitet. Parkers Song wurde am 31. Oktober 1960 im Columbia Recording Studio in New York mit dem bis dahin erfolglosen 18-jährigen Buzz Clifford produziert. Als besonderer Gag wurde die Stimme des Parker-Babys mit eingefügt. Am 21. November brachte Columbia Records den Titel auf der Single Nr. 41876 auf den Markt. Am 9. Januar 1961 erschien Baby Sittin’ Boogie zum ersten Mal in den Hot 100 des US-Musikmagazins Billbord. Seine beste Notierung bei Billboard erreichte der Titel am 13. März 1961 mit Platz sechs. Insgesamt war er 14 Wochen lang in den Hot 100 vertreten. 
In Großbritannien vertrieb die Plattenfirma Fontana die Baby-Sittin’-Boogie-Single. Dort erschien sie im Februar 1961, und der Titel Baby Sittin’ Boogie wurde am 4. März vom Musikmagazin New Musical Express in die Top 30 aufgenommen. Er hielt sich dort für zehn Wochen und hatte mit 14 seine beste Notierung. Buzz Cliffords Erfolg erschien auch in Deutschland, dort hatte sich die Plattenfirma Philips entschlossen, das Original mit dem deutschsprachigen Titel Babysitter-Boogie zu versehen. Im Musikmarkt stieg der Song bis zum Platz drei auf und erreichte damit hinter Kanada und den Niederlanden (Platz zwei) international die drittbeste Notierung.

## Ralf Bendix
Am 28. Februar 1961 wurde im Kölner Electrola Studio unter der Regie von Hans Bertram die deutschsprachige Version Babysitter-Boogie mit Ralf Bendix als Sänger produziert. Bendix gehörte seit Mitte der 1950er Jahre zur Elite der deutschen Schlagersänger, war jedoch seit 1959 etwas von der Erfolgsspur abgekommen. Autor des deutschen Textes war der noch unbekannte Joachim Relin (1964 Shake Hands für Drafi Deutscher). Bei ihm geht es um einen männlichen Babysitter, dessen Baby beim Windelnwechseln den „Babysitter Boogie Woogie Song“ singt. Bei der Kölner Produktion hört man ein lachendes Baby, es ist das Kind des Produzenten Bertram. Die deutsche Columbia veröffentlichte den Babysitter-Boogie Anfang März 1961 auf der Single Nr. 21804 mit der Interpretenangabe „Ralf Bendix und Klein-Elisabeth“. Die Musikzeitschrift „Musikmarkt“ listete den Titel zusammen mit der englischen Buzz-Clifford-Version erstmals am 25. März in den Top 50, 22. April standen Ralf Bendix und Klein-Elisabeth auf dem ersten Platz. Dort hielten sie sich fünf Wochen und waren insgesamt 26 Wochen in den Top 50. In Deutschland erhielt Babysitter-Boogie für 500.000 verkaufter Exemplare eine Goldene Schallplatte. Im Herbst 1962 schrieben Heinz Gietz und Joachim Relin einen Nachzieher mit dem Titel Babysitter-Twist, der ebenfalls in die deutschen Charts kam (Platz 29).

## Weitere Coverversionen
Während in den USA keine Coverversionen des Baby Sittin’ Boogie auf Singles bekannt geworden sind, kamen in Deutschland mehrere Versionen auf den Markt. Der deutsche Ableger von RCA Records brachte mit dem unbekannten Sänger Tim Reynolds eine Single mit der englischen Fassung heraus. In Deutsch sangen den Babysitter-Boogie Jack Terry auf Polydor und Dick Robby auf dem Billiglabel Baccarola sowie die Rodgau Monotones.